# Santa Cecilia del Alcor (kommunhuvudort)
Santa Cecilia del Alcor är en kommunhuvudort i Spanien.   Den ligger i provinsen Provincia de Palencia och regionen Kastilien och Leon, i den centrala delen av landet, 190 km norr om huvudstaden Madrid. Santa Cecilia del Alcor ligger 858 meter över havet och antalet invånare är 149.
Terrängen runt Santa Cecilia del Alcor är platt. Runt Santa Cecilia del Alcor är det mycket glesbefolkat, med 5 invånare per kvadratkilometer. Närmaste större samhälle är Palencia, 13,8 km nordost om Santa Cecilia del Alcor. Trakten runt Santa Cecilia del Alcor består till största delen av jordbruksmark.